# 聖胡安縣 (科羅拉多州)
聖胡安縣（英語：San Juan County）是美國科羅拉多州西南部的一個縣，是科罗拉多州64个县中人口最少的一个，面積1,006平方公里。根据2000年人口普查，本縣共有人口558人。而根据2010年人口普查，本縣共有人口699人。本縣的縣治為錫爾弗頓。

## 历史
聖胡安縣是於1876年1月31日成立的。本縣的縣名乃來自聖胡安河和聖胡安山脈，而这些名称是西班牙探险者以使徒約翰的名字起的。
圣胡安区矿山联盟於1903年成立，这个联盟是矿山主对矿工工会要求八小时工作日要求的反应所創造的。由于它拒绝缩短工作日长度也拒绝提高工资，因而在当地导致了激烈的罢工。

## 地理

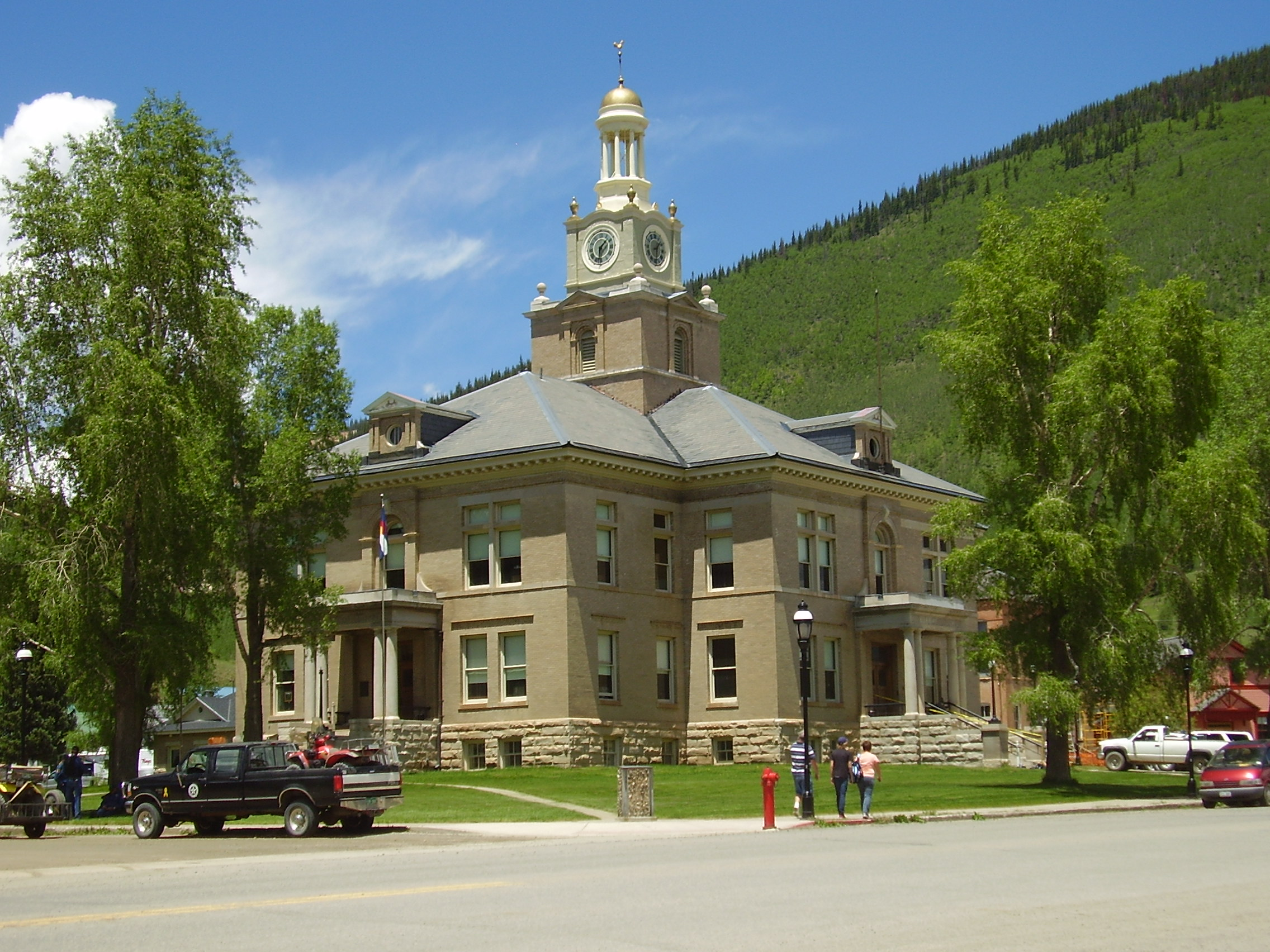
位於縣治錫爾弗頓的聖胡安縣法院

根據2000年人口普查数据顯示，聖胡安縣的总面积為1006平方公里，其中陆地面积為1003平方公里，占总面积的99.18%；水域面积為2平方公里，占总面积的0.22%。本縣位于聖胡安山脉的中心，当地有许多山峰高于4000米。本縣亦是美国平均海拔最高的县，其平均海拔為3426米。

### 周边县
因為聖胡安縣位於科羅拉多州中部，所以所有聖胡安縣的周边县皆為科羅拉多州的縣份。
- 烏雷縣，北方
- 欣斯代爾縣，东方
- 拉普拉塔縣，南方
- 蒙提祖馬縣，西南方
- 多洛雷斯縣，西方
- 聖米格爾縣，西北方

## 人口
| 调查年                              | 人口  | 备注 | %±     |
| ----------------------------------- | ----- | ---- | ------ |
| 1880                                | 1,087 |      | —      |
| 1890                                | 1,572 |      | 44.6%  |
| 1900                                | 2,342 |      | 49.0%  |
| 1910                                | 3,063 |      | 30.8%  |
| 1920                                | 1,700 |      | −44.5% |
| 1930                                | 1,935 |      | 13.8%  |
| 1940                                | 1,439 |      | −25.6% |
| 1950                                | 1,471 |      | 2.2%   |
| 1960                                | 849   |      | −42.3% |
| 1970                                | 831   |      | −2.1%  |
| 1980                                | 833   |      | 0.2%   |
| 1990                                | 745   |      | −10.6% |
| 2000                                | 558   |      | −25.1% |
| 2010                                | 699   |      | 25.3%  |
| 2012年估计                          | 690   |      | −1.3%  |
| U.S. Decennial Census 2012 Estimate |       |      |        |

根据2000年的人口普查县内有558名居民，分269个户，157个家庭。其人口密度为每平方公里一人。其中97.13%是美洲白人、0.72%是非裔美国人、0.72%是美洲土著人、0.18%是亚裔美国人、0.36%是太平洋土著人、0.72%是其它人种。0.90%为混血儿。西班牙裔和其它拉丁美洲裔的人占7.35%。
县内的269个户中23.8%有18岁以下的未成年人、43.9%是结婚夫妇、8.9%是带孩子的单身妇女、41.3%並非家庭、36.8%是单身汉、4.8%為65岁以上的老年人。平均每户2.63人。县内的人口结构为20.1%在18岁以下、4.3%在18至24岁之间、28.1%在25至44岁之间、40.5%在45至64岁之间、7.0%在65岁以上。平均年龄为44岁。女子对男子的性别比为100：110.6。成年人的性别比为100：112.4。
县内每户的平均年收入为30,764美元，家庭的平均年收入为40,000美元。男子的平均年收入为30,588美元，女子的平均年收入为19,545美元。人均年收入为17,584美元。约13.5%的家庭和20.9%的人口生活在贫困线以下，其中包括29.4%的未成年人和7.1%的老年人。